# 彭鳳翀
彭鳳翀（？—？），湖廣承天府潜江縣人，明朝政治人物。
萬曆十年（1582年）壬午科舉人，歴任廣東肇庆府、雲南尋甸府知府，清廉有政聲，致仕歸，囊橐萧然，不能备資斧。